# Яковлів Андрій Іванович
Андрій Іванович Яковлів (28 листопада (11 грудня) 1872, Чигирин, Київська губернія, Російська імперія — 14 травня 1955, Нью-Йорк, США) — український історик, правник, громадський і політичний діяч; дійсний член УНТК, НТШ, керівник Правничої Секції УВАН в Нью-Йорку. Один із засновників Музею визвольної боротьби України у Празі.

## Біографія
Народився 29 листопада (11 грудня) у Чигирині, нині Черкаська область, у сім'ї поміщика. У шість років пішов до школи, пізніше — до училища в місті Чигирин, яке закінчив у 1886 році. Вступив до духовної семінарії, яку закінчив з відзнакою у 1894 році. У 1894 році пішов працювати до однієї з міських Черкаських шкіл.
1898 року вступив до Дерптського університету, нині це Тартуський університет, який знаходиться в місті Тарту. Під час свого навчання ним була написана дипломна робота на тему «Черкаський повіт у XV—XVII століттях». Навчався громадський діяч до 1902 року й 1904 року склав державний іспит з відзнакою.
Після університету професору запропонували роботу в Київській казенній палаті, де пізніше був підвищений до адвоката. Був членом редколегії газети «Рада», яка була досить популярна в ті роки. Також у цей самий час Яковлів викладав основи законодавства в першій комерційній школі, також став помічником юрисконсульта, а пізніше й сам став юрисконсультом Київської міської управи.
Після повалення царизму став членом Української Центральної Ради. У 1918 році став директором її канцелярії. Паралельно з цим він ще й читав курс з державного бюджету в Народному університеті України.
Навесні 1918 р. призначений послом Української народної республіки в Австро-Угорщині, а за правління гетьмана Павла Скоропадського став директором департаменту чужоземних зносин МЗС Української Держави. З приходом до влади Директорії УНР у січні 1919 року призначений на посаду голови дипломатичної місії Української Народної Республіки в Голландії та Бельгії.
При закінченні місії, у 1923 році, професор оселився в місті Прага, маючи статус емігранта. Викладав в Українському вільному університеті такі дисципліни: історію українського права, цивільний процес, цивільне право, морське і річкове право, державне право, історію судового устрою та судівництва в Україні. У цьому ж році захистив дисертацію. З 1924 по 1926 рік був секретарем, а пізніше (з 1926 по 1930) референтом Університету з економічних питань. Під час роботи в університеті займав посаду доцента, потім професора, а пізніше в 1935 році й завідувача кафедри.
Двічі за цей час, у 1930 і 1944 році, обирався ректором Українського вільного університету. У цей самий час був професором Української господарської академії в Подєбрадах, під Прагою. А в 1939 р. призначений на посаду директора Українського національного інституту у Варшаві. Відіграв дуже важливу роль у діяльності Державного центра Української Народної Республіки у вигнанні, займав деякий час посаду міністра юстиції, а з 1944 по 1945 рік виконував обов'язки голови правління УНР у вигнанні.
Після Другої Світової війни Яковлів жив у Бельгії, а пізніше з 1952 року переїхав до США. Був організатором товариства українських адвокатів у Києві у 1917 році та одним із фундаторів Українського правничого товариства. В еміграції входив до складу українського академічного комітету, Українського товариства прихильників Ліги Націй, українського історико-археологічного товариства, українського правничого товариства в Чехії, української наукової асоціації в Празі. Помер Андрій Іванович Яковлів 14 травня 1955 році в місті Нью-Йорк, США. Похований на кладовищі «Саут-Баунд-Брук».

## Праці
Прославився кількома науковими публікаціями на основі архіву Київської міської управи та Київського магістрату.
Більш плідно творча діяльність Яковлева розгорнулася в еміграції, разом с такими ученими, як Лащенко Р. М. та Чубатий М. Д., він став зачинателем української правової науки в діаспорі, опублікував досить багато праць з цивільного права і процесу та низку статей публіцистичного характеру.
До його наукових пріоритетів належали договірно-правові відносини між Україною і Росією, після 1654 року. У таких працях, як «Статті Богдана Хмельницького в редакції 1659 року»(1920), «Московські проєкти договірних пунктів з гетьманом Іваном Виговським» написаними 1933 році й особливо у фундаментальній монографії «Українсько-московські договори XXVII—XVIII віках [Архівовано 22 лютого 2014 у Wayback Machine.]» написані у 1934 році, в них проаналізовано умови переходу України під управлінням російського царя, державно-правовий статус після 1654 року.
Серед наукових пріоритетів професора було вивчення іноземних впливів на українське право. Цій проблемі було присвячено монографію Яковлева «Впливи старочеського права на право українське литовської доби XV—XVI століття» написані у 1929 році  та написані у 1942 році: «Німецьке право в працях українських правників XVIII ст. [Архівовано 22 лютого 2014 у Wayback Machine.]» та «Німецьке право та його вплив на українське право з XVI по XIX століття».
Інші праці: «Теорія доказів у цивільному процесі» написана у 1923 році, «Паризька трагедія» у 1930 році, «Українське звичаєве процесуальне право» та «Про копні суди на Україні» — 1931 рік; «До історії кодифікації українського права XVIII століття», «Основи конституції УНР», «Історичні традиції української державності» всі вони написані у 1937 році. «Український кодекс» — 1743 року, «Цивільне право», «Цивільний кодекс», «Цивільний процес», «Торговельне право» — це також були його досягнення. Яковлів належить до передових дослідників історії українського права.
З праць Яковліва (українською, російською, французькою, німецькою і англійською мовами) найважливіші:
- «Договір гетьмана Б. Хмельницького з Москвою року 1654» (1927);
- «Паризька трагедія» // Збірник пам'яти С. Петлюри (1879—1926). — Прага, 1930. — С. 228—258.
- «Про копні суди на Україні» [Архівовано 4 серпня 2020 у Wayback Machine.] (1931);
- «Московські проєкти договірних пунктів з гетьманом І. Виговським» (ЗНТШ, 1933);
- «Україно-москосковські договори 17 — 18 століть» (1934) [Архівовано 4 серпня 2020 у Wayback Machine.];
- «Основи Конституції УНР» [Архівовано 3 серпня 2020 у Wayback Machine.] (1935);
- Das deutsche Recht in der Ukraine und seine Einflüsse auf das ukrainische Recht im 16. - 18. Jahrhundert. Leipzig: Hirzel, 1942;
- Das deutsche Recht in Weißruthenien (Schriften der Publikationsstelle für den Dienstgebrauch). Berlin: Selbstverlag der Publikationsstelle, 1944;
- Український Кодекс 1743 року «Права по которым судился малороссийский народ [Архівовано 19 січня 2019 у Wayback Machine.]» (1949);
- «Договір Богдана Хмельницького з московським царем Олексієм Михайловичем 1654 р.» (1954).
- Яковлів А. Українське звичаєве процесуальне право: виклад при інсталяції на ректорському уряді 28. XI.1930 / Андрій Яковлів. — Прага: Держ. друк. в Празі, 1931. — 21 с. [Архівовано 15 серпня 2020 у Wayback Machine.]
- Яковлів А. Історичні традиції української державности / Андрій Яковлів. — Б. м. : б. в., 1937. — 25 с. — (Бібліотека журналу «Гуртуймося» ; ч. 1). [Архівовано 12 серпня 2020 у Wayback Machine.]
- Яковлів А. Околиці (округи) копних судів XVI—XVIII вв. на Україні / проф. Андрій Яковлів. — Прага: б. в., 1928?. — 15 с. [Архівовано 11 серпня 2020 у Wayback Machine.]
- Яковлів А. Впливи старочеського права на право українське литовської доби XV—XVI в. = Influence de l'ancien droit tchėque sur le droit Ukrainien de l’ėpoque lithuanienne XV—XVI s. / Андрій Яковлів. — Прага: Накладом Укр. ун-ту в Празі, 1929. — 81 с. [Архівовано 11 серпня 2020 у Wayback Machine.]

У низці праць, присвячених московсько-українським взаєминам 17 століття Яковлів відстоює погляд, що Переяславська угода утворила своєрідні васальні взаємини типу протекторату між Росією і Україною.

## Ушанування пам'яті
У Черкасах існує провулок Андрія Яковлева.